# Посцише
Посцише (пол. Pościsze) — село в Польщі, у гміні Мєндзижець-Підляський Більського повіту Люблінського воєводства.
Населення — 348 осіб (2011).
У 1975-1998 роках село належало до Білопідляського воєводства.

## Демографія
Демографічна структура станом на 31 березня 2011 року:
|          | Загалом | Допрацездатний вік | Працездатний вік | Постпрацездатний вік |
| -------- | ------- | ------------------ | ---------------- | -------------------- |
| Чоловіки | 179     | 44                 | 118              | 17                   |
| Жінки    | 169     | 40                 | 90               | 39                   |
| Разом    | 348     | 84                 | 208              | 56                   |